# NGC 468
NGC 468 је лентикуларна галаксија у сазвежђу Рибе која се налази на NGC листи објеката дубоког неба.
Деклинација објекта је + 32° 46' 2" а ректасцензија 1h 19m 48,4s. Привидна величина (магнитуда) објекта NGC 468 износи 14,4 а фотографска магнитуда 15,3. NGC 468 је још познат и под ознакама IC 92, MCG 5-4-20, CGCG 502-29, PGC 4780.